# Municipio de Lone Rock (Arkansas)
El municipio de Lone Rock (en inglés: Lone Rock Township) es un municipio ubicado en el condado de Baxter en el estado estadounidense de Arkansas. En el año 2010 tenía una población de 415 habitantes y una densidad poblacional de 5,71 personas por km².

## Geografía
El municipio de Lone Rock se encuentra ubicado en las coordenadas 36°10′3″N 92°19′9″O / 36.16750, -92.31917. Según la Oficina del Censo de los Estados Unidos, el municipio tiene una superficie total de 72.66 km², de la cual 71,4 km² corresponden a tierra firme y (1,75 %) 1,27 km² es agua.

## Demografía
Según el censo de 2010, había 415 personas residiendo en el municipio de Lone Rock. La densidad de población era de 5,71 hab./km². De los 415 habitantes, el municipio de Lone Rock estaba compuesto por el 95,42 % blancos, el 0,24 % eran afroamericanos, el 0,96 % eran amerindios, el 1,93 % eran asiáticos y el 1,45 % eran de una mezcla de razas. Del total de la población el 0,72 % eran hispanos o latinos de cualquier raza.